# Circuit de la vallée de la Lys
Le Circuit de la vallée de la Lys (Omloop van het Leiedal en flamand),  est une ancienne course cycliste belge, disputée de 1954 à 1989 à Bavikhove, une section de la ville de Harelbeke, en province de Flandre-Occidentale.
De 1991 à 2015, cette épreuve devient le critérium de Bavikhove.

## Palmarès
| Année | Vainqueur              | Deuxième                 | Troisième                |
| ----- | ---------------------- | ------------------------ | ------------------------ |
| 1954  | Gustaaf Huyskens       | Roger Calewaert          | Joseph Planckaert        |
| 1955  | Norbert Van Tieghem    | Noël Foré                | Roger Rosselle           |
| 1956  | Julien Schepens        | Léopold Rosseel          | Maurice Meuleman         |
| 1957  | Norbert Van Tieghem    | Michel Van Aerde         | Karel De Baere           |
| 1958  | Willy Truye            | Léopold Rosseel          | Léon De Lathouwer        |
| 1959  | Willy Truye            | Norbert Kerckhove        | Maurice Blomme           |
| 1960  | Norbert Van Tieghem    | Leon Van Daele           | Willy Truye              |
| 1961  | Georges Decraeye       | Piet Rentmeester         | Maurice Joosen           |
| 1962  | Gilbert Maes           | Gabriel Borra            | Léopold Rosseel          |
| 1963  | Arthur Decabooter      | Jaak De Boever           | Walter Boucquet          |
| 1964  | Peter Post             | Bernard Van De Kerckhove | Urbain De Brauwer        |
| 1965  | Georges Van Coningsloo | Guido Reybrouck          | Edward Sels              |
| 1966  | Dignus Kosten          | Omer Ballegeer           | Norbert Van Cauwenberghe |
| 1968  | Eric Leman             | Roger Rosiers            | Lucien Willekens         |
| 1969  | Patrick Sercu          | Eric Leman               | Frans Verstraeten        |
| 1970  | Leen Poortvliet        | Jean-Pierre Monseré      | Eric Leman               |
| 1971  | Eric Leman             | Jozef Abelshausen        | Willy Van Malderghem     |
| 1972  | Roger Rosiers          | Georges Barras           | Joseph Bruyère           |
| 1973  | Alfons De Bal          | Ronny Van de Vijver      | Wim Schepers             |
| 1974  | Bas Hordijk            | Wilfried Wesemael        | Jos Jacobs               |
| 1975  | Ludo Delcroix          | Ronald De Witte          | Jos Huysmans             |
| 1976  | Eddy Merckx            | Herman Vanspringel       | Frans Van Looy           |
| 1978  | Jan van Katwijk        | Marc Renier              | Guido Van Sweevelt       |
| 1979  | Daniel Willems         | Gerrie Knetemann         | Rudy Colman              |
| 1980  | Ludo Peeters           | Dietrich Thurau          | Ferdi Van Den Haute      |
| 1981  | Ludo Peeters           | Jan Raas                 | Patrick Versluys         |
| 1982  | Ludwig Wijnants        | Rudy Matthijs            | Dirk Demol               |
| 1983  | Patrick Versluys       | Kim Andersen             | Ludo Peeters             |
| 1984  | Eddy Planckaert        | Franky Van Oyen (nl)     | Eric Vanderaerden        |
| 1985  | Eric Vanderaerden      | Yvan Lamote              | William Tackaert         |
| 1986  | Jean-Marie Wampers     | Koen Van Rooy            | Henri Manders            |
| 1987  | Noël Segers            | Allan Peiper             | Wim Van Eynde            |
| 1988  | Jacques Hanegraaf      | Johan Museeuw            | Acácio da Silva          |
| 1989  | Ludo Peeters           | Eddy Schurer             | Eric Vanderaerden        |